# Flavio Cobolli
Flavio Cobolli (Florença, 6 de maio de 2002) é um tenista italiano.
É o atual n° 30 no ranking de simples da ATP. 
Ele alcançou duas finais de Grand Slam Juvenis, em duplas, uma derrota e uma vitória, todas ao lado do suíço Dominic Stricker. A derrota veio em Roland Garros 2019, enquanto que a vitória veio no ano seguinte.
Foi vice-campeão no torneio de Washington 2024.

## Finais de Grand Slam Juvenil

### Duplas: 2 (1 título, 1 vice)
| Resultado | Ano  | Torneio       | Superfície | Parceiro         | Oponentes                                           | Placar        |
| --------- | ---- | ------------- | ---------- | ---------------- | --------------------------------------------------- | ------------- |
| Derrota   | 2019 | Roland Garros | Saibro     | Dominic Stricker | Matheus Pucinelli de Almeida Thiago Agustín Tirante | 6–7(3–7), 4–6 |
| Vitória   | 2020 | Roland Garros | Saibro     | Dominic Stricker | Bruno Oliveira Natan Rodrigues                      | 6–2, 6–4      |

## Finais Challenger e World Tennis Tour

### Simples: 5 (2 títulos, 3 vices)
| Legenda (Simples)           |
| --------------------------- |
| ATP Challenger Tour (1-2)   |
| ITF World Tennis Tour (1-1) |

| Títulos por Superfície |
| ---------------------- |
| Duro (0–0)             |
| Saibro (2-3)           |
| Grama (0–0)            |
| Carpete (0–0)          |

| Resultado | V–D | Data     | Torneio                              | Tipo              | Superfície | Oponente               | Placar        |
| --------- | --- | -------- | ------------------------------------ | ----------------- | ---------- | ---------------------- | ------------- |
| Derrota   | 0–1 | Set 2019 | M25 Santa Margherita di Pula, Itália | World Tennis Tour | Saibro     | Nerman Fatic           | 2-6, 2-6      |
| Vitória   | 1-1 | Abr 2021 | M15 Antalya, Turquia                 | World Tennis Tour | Saibro     | Dragos Nicolae Madaras | 0-6, 6-3, 6-3 |
| Derrota   | 1-2 | Mai 2021 | Roma, Itália                         | Challenger        | Saibro     | Juan Manuel Cerúndolo  | 2-6, 6-3, 3-6 |
| Derrota   | 1-3 | Ago 2021 | Barletta, Itália                     | Challenger        | Saibro     | Giulio Zeppieri        | 1-6, 6-3, 3-6 |
| Vitória   | 2-3 | Mar 2022 | Zadar, Croácia                       | Challenger        | Saibro     | Daniel Michalski       | 6-4, 6-2      |